# Förvaltningsrätten i Uppsala
Förvaltningsrätten i Uppsala är en förvaltningsdomstol, som har ersatt Länsrätten i Uppsala län och Länsrätten i Västmanlands län och dömer i förvaltningsmål i första instans.  Tre kommuner i norra delen av Stockholms län tillhör också domkretsen.

## Domkrets
Förvaltningsrättens i Uppsala domkrets består av Uppsala och Västmanlands län samt kommunerna Norrtälje, Sigtuna och Upplands Väsby i Stockholms län.

## Fotnot
1. ↑  5 § Förordningen (1977:937) om allmänna förvaltningsdomstolars behörighet m.m. i dess lydelse från den 15 februari 2010, förordning 2009:872